# Classe Ohio
Les sous-marins Ohio sont une classe américaine de sous-marins nucléaires lanceurs d'engins (SSBN dans le système de désignation des bâtiments de l'US Navy) utilisée par l'US Navy.
Depuis l'automne 1981 et la mise en service du premier Ohio, 18 bâtiments ont été construits dont 14 sont en service en 2020 dans leur mission originelle. Le dernier construit, l'USS Louisiana (SSBN-743), est entré en fonction le 6 septembre 1997.

## Caractéristiques

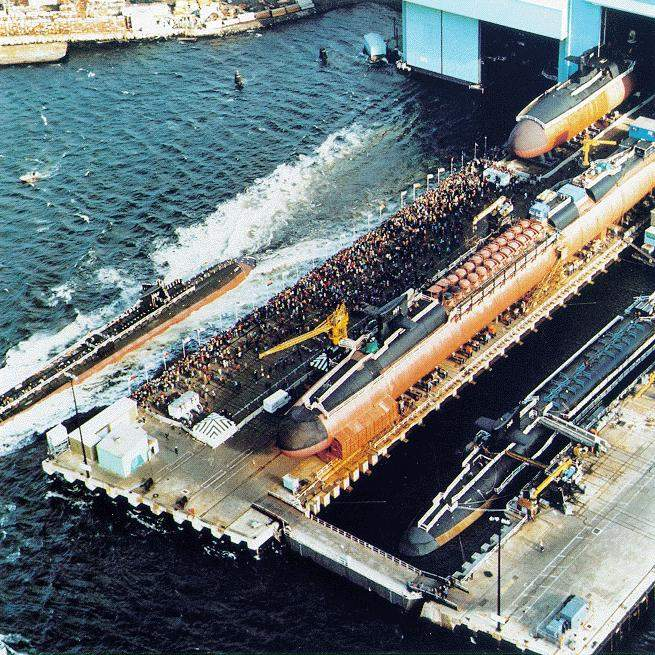
Lors du lancement du SNA USS Phoenix (SSN-702) de la classe Los Angeles le 8 décembre 1979, on distingue les trois premiers SNLE de la classe Ohio à divers stades d'achèvement.

Cette classe, inspirée en partie par le rapport STRAT-X de la fin des années 1960, la seule de ce type en service aux États-Unis depuis le retrait du dernier des premiers modèles de SNLE le 12 avril 1993, représente 50 % de l'arsenal nucléaire des États-Unis. Le coût unitaire de ces navires a été d'environ 2 milliards de dollars américains à leur construction (soit 2,9 milliards de dollars valeur 2012). Leurs deux ports d’attache sont, depuis les années 1980, la base navale de Kings Bay dans le comté de Camden (Géorgie), et la base navale de Kitsap dans la péninsule de Kitsap.
Sa mission, comme pour tous les sous-marins de ce type, est de se cacher au fond des océans, en attendant l'ordre de mise à feu de ses missiles nucléaires.
Ces bâtiments conçus par General Dynamics sont actuellement la seconde plus grosse classe de sous-marins au monde après les Typhoon ou Boreï russes. Cette classe peut transporter jusqu'à 24 missiles balistiques. À lui seul, un sous-marin de classe Ohio est capable de supprimer toutes les grandes villes d'un continent. En 2008, les Ohios subissent une réduction de 42 % de leur capacité de destruction, du fait de START II (accord de désarmement nucléaire de 1992).
Les sous-marins Ohios emportent des missiles Trident II d'une portée de 11 000 km. Chaque missile, ayant une charge utile de 2 800 kg, porteur d'un maximum de 12 ogives W76 d'une puissance explosive de 100 kilotonnes. Cela donne à chaque sous-marin une puissance de feu de 28,8 mégatonnes (1 900 fois la puissance explosive de Little Boy larguée sur Hiroshima). Le traité START I a réduit la charge à 8 ogives puis le START II à 5 têtes nucléaires pouvant être des W88 de 485 kt. Depuis 2017, ils n'embarquent plus que vingt missiles. Depuis fin 2019, les Trident II peuvent être armés d'une unique ogive W76-2 de 5 kilotonnes.
Depuis ces traités, la moitié des sous-marins en mer sont dans un état de semi-alerte, il faut environ 18 heures à l'équipage pour réaliser les procédures nécessaires à la mise en alerte maximale, comme, enlever les plaques d'immersion des tubes de lancement.
Avec la fin de la Guerre froide et les traités de réduction des armes nucléaires, les quatre premiers sous-marins de cette classe (USS Ohio, USS Michigan, USS Florida et USS Georgia) ont été transformés en 2007 en SSGN comme les sous-marins de la classe Oscar russes, lanceurs de missiles de croisière, capables d'emporter 154 missiles Tomahawk à charge conventionnelle et 66 membres de commandos des forces spéciales. Leur première utilisation au combat a lieu le 20 mars 2011, lorsque le USS Florida (SSGN-728) participe aux frappes lors de la mise en œuvre de la zone d'exclusion aérienne au-dessus de la Libye.
Normalement, 12 des 14 sous-marins conservant leur fonction d'origine de SLNE sont considérés opérationnels, les deux autres bateaux effectuant une révision de ravitaillement à tout moment. Mais comme les sous-marins opérationnels subissent parfois des réparations mineures, le nombre réel en mer à un moment donné est plus proche de huit ou dix. Quatre ou cinq d'entre eux seraient en état d'alerte dans leurs zones de patrouille désignées, cinq bâtiments pourraient être amenés à l'état d'alerte en quelques heures ou quelques jours.
Une patrouille de dissuasion dure en moyenne 90 jours mais peut aller jusqu'à 105 jours. Le record, en 2015, est détenu par le USS Pennsylvania (SSBN-735) avec 140 jours de patrouille en 2014.
Il est prévu en 2012 que le plus ancien bâtiment de la classe Ohio, le USS Henry M. Jackson (SSBN-730) soit désarmé en 2027 après 42 ans de service. La marine va ensuite retirer les 13 autres SNLE de la classe Ohio à un rythme d'un par an, le dernier prévu en 2040.

## Organisation interne
Coupe d'un SNLE de la classe Ohio.

1. Dôme du sonar

2. Réservoirs des ballasts principaux

3. Salle des ordinateurs

4. Salle radio

5. Salle du sonar

6. Poste de commandement et de contrôle

7. Poste central de navigation

8. Poste de contrôle des missiles

9. Salle des machines

10. Compartiment réacteur

11. Salle des machines auxiliaires n° 1

12. Poste d'équipage

13. Salle des machines auxiliaires n° 2

14. Chambre des torpilles

15. Carré des officiers

16. Quartier du Premier maître

17. Tranche missiles

## Comparaison avec les autres SNLE
| Caractéristiques                | Le Triomphant                                                           | Benjamin Franklin                                     | Ohio                                                                                    | Delta IV                                                             | Boreï                                                         | Vanguard                                                | Jin                                             |
| ------------------------------- | ----------------------------------------------------------------------- | ----------------------------------------------------- | --------------------------------------------------------------------------------------- | -------------------------------------------------------------------- | ------------------------------------------------------------- | ------------------------------------------------------- | ----------------------------------------------- |
| Pays                            | France                                                                  | États-Unis                                            | États-Unis                                                                              | Russie                                                               | Russie                                                        | Royaume-Uni                                             | Chine                                           |
| Mise en service                 | 1997-2010                                                               | 1965-1967                                             | 1981-1997                                                                               | 1984-1990                                                            | 2013-                                                         | 2007 -                                                  | 2010-                                           |
| Unités construites/à construire | 4/0                                                                     | 12/0                                                  | 18/0                                                                                    | 7/0                                                                  | 5/7                                                           | 4/0                                                     | 6?/?                                            |
| Longueur                        | 138 m.                                                                  | 130 m.                                                | 170 m.                                                                                  | 166 m.                                                               | 170 m.                                                        | 149,9 m.                                                | 135 m.                                          |
| Diamètre                        | 10,6 x 12,5 m.                                                          | 8,69 x 10 m.                                          | 13 m.                                                                                   | 8,8 x 12,3 m.                                                        | 10 x 13,5 m.                                                  | 12 x 12,8 m.                                            | 12,5 m.                                         |
| Déplacement en plongée          | 14 335 t.                                                               | 8 383 t.                                              | 18 750 t.                                                                               | 18 200 t. ?                                                          | 24 000 t.                                                     | 15 600 t.                                               | 11 000 t.                                       |
| Vitesse                         | 25 nœuds (46 km/h)                                                      | 21 nœuds                                              | 25 nœuds                                                                                | 24 nœuds                                                             | 30 nœuds                                                      | > 25 nœuds                                              | ?                                               |
| Immersion maximale              | > 400 m.                                                                | 400 m.                                                | > 240 m.                                                                                | 320 m.                                                               | 450 m.                                                        | ?                                                       | ?                                               |
| Équipage                        | 111                                                                     | 140                                                   | 155                                                                                     | ?                                                                    | 107                                                           | 135                                                     | ?                                               |
| Missiles stratégiques           | 16 missiles M51 avec 6 à 10 têtes de 100 kt Portée : 9 000/10 000 km    | 16 Trident I avec 8 têtes de 100 kt Portée : 7 400 km | 24 Trident II avec 12 têtes de 100 kt Portée : 11 300 km                                | 24 Layner avec 4 à 12 têtes de 500/100 kt Portée : 8 000 à 12 000 km | 16 Boulava avec 6 à 10 têtes de 150/100 kt Portée : 10 000 km | 16 Trident II D5 à 8 têtes de 100 kt Portée : 12 000 km | 12 JL-2 1 à 8 têtes de 455 kt Portée : 7 200 km |
| Armement conventionnel          | 4 tubes lance-torpilles 18 torpilles F17 ou missiles antinavires Exocet | 4 tubes lance-torpilles 13 armes                      | 4 tubes lance-torpilles Unique version non nucléaire 154 missiles de croisière Tomahawk | 4 tubes lance-torpilles Missiles antinavires Viyuga 12 armes en tout | 6 tubes lance-torpilles Missiles antinavires Viyuga           | 4 tubes lance-torpilles                                 | ?                                               |

## Succession
Le 31 août 2012 a été signé au Washington Navy Yard un protocole d'accord traçant les lignes directrices du programme de remplacement de la classe Ohio, le projet SSBN-X appelé depuis 2016 classe Columbia, ainsi que du programme de remplacement des SNLE britanniques de classe Vanguard. La cible pour les États-Unis serait de remplacer les 14 SNLE Ohio par 12 SNLE de la génération suivante, sans pour autant perdre en capacité de dissuasion. La première unité, tête de classe, sera mise sur cale en 2021 pour une livraison à la marine des États-Unis en 2027. La première patrouille devra pouvoir être conduite en 2031. Le programme devra être opérationnel jusqu'aux années 2080. En 2012, on déclare que ce SSBN-X sera dérivé de la conception des sous-marins nucléaires d'attaque de la classe Virginia et reprendra de nombreux composants, pour un coût unitaire de 4,9 milliards de dollars américains.

## Liste des bâtiments

### Sous-marins nucléaires lanceurs de missiles de croisière

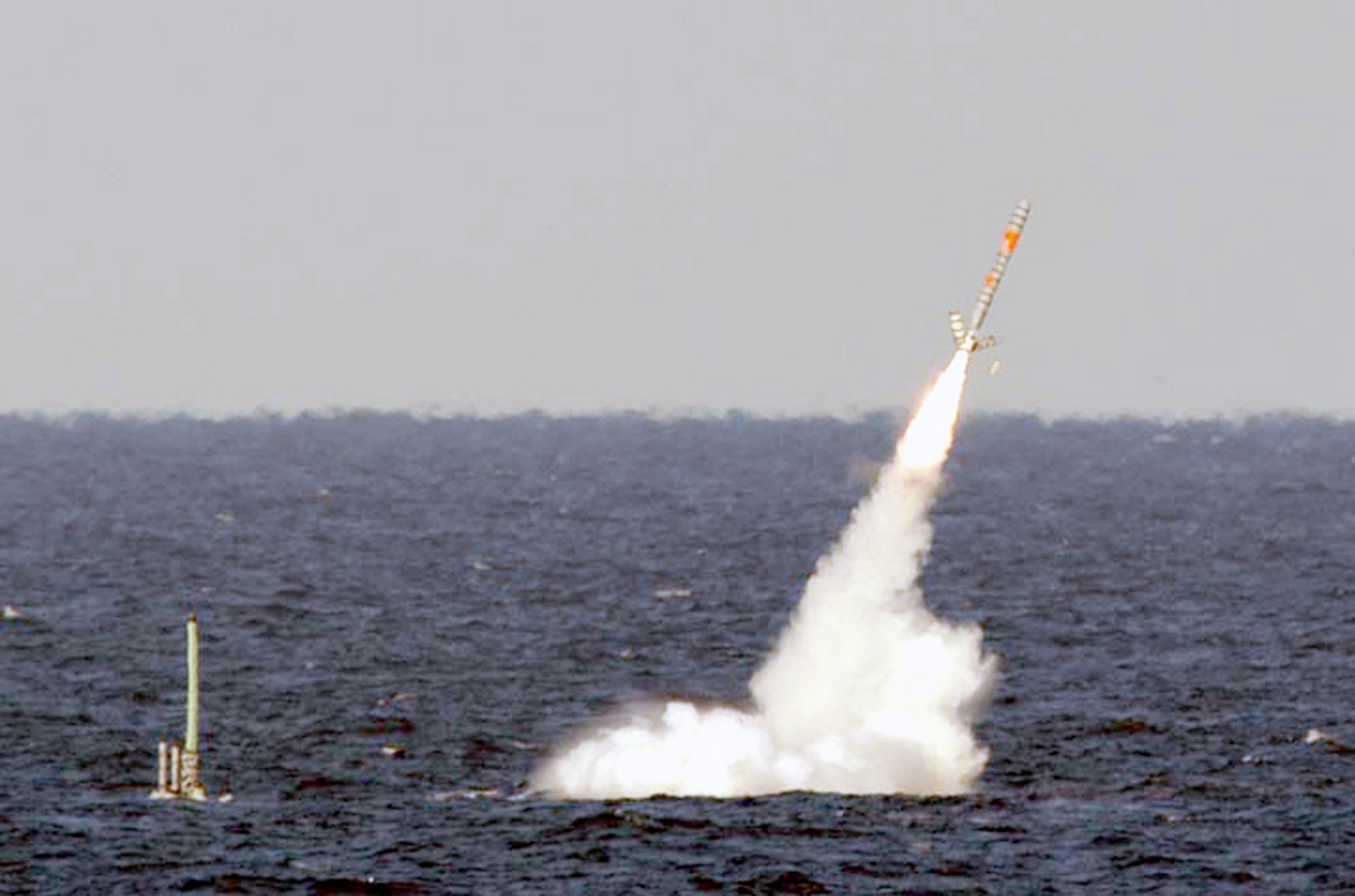
Tir de missile Tomahawk depuis le USS Florida (SSGN-728).

Base navale de Kitsap :
- USS Ohio (SSGN-726)
- USS Michigan (SSGN-727)

Base navale de Kings Bay :
- USS Florida (SSGN-728)
- USS Georgia (SSGN-729)

### Sous-marins nucléaires lanceurs d'engins

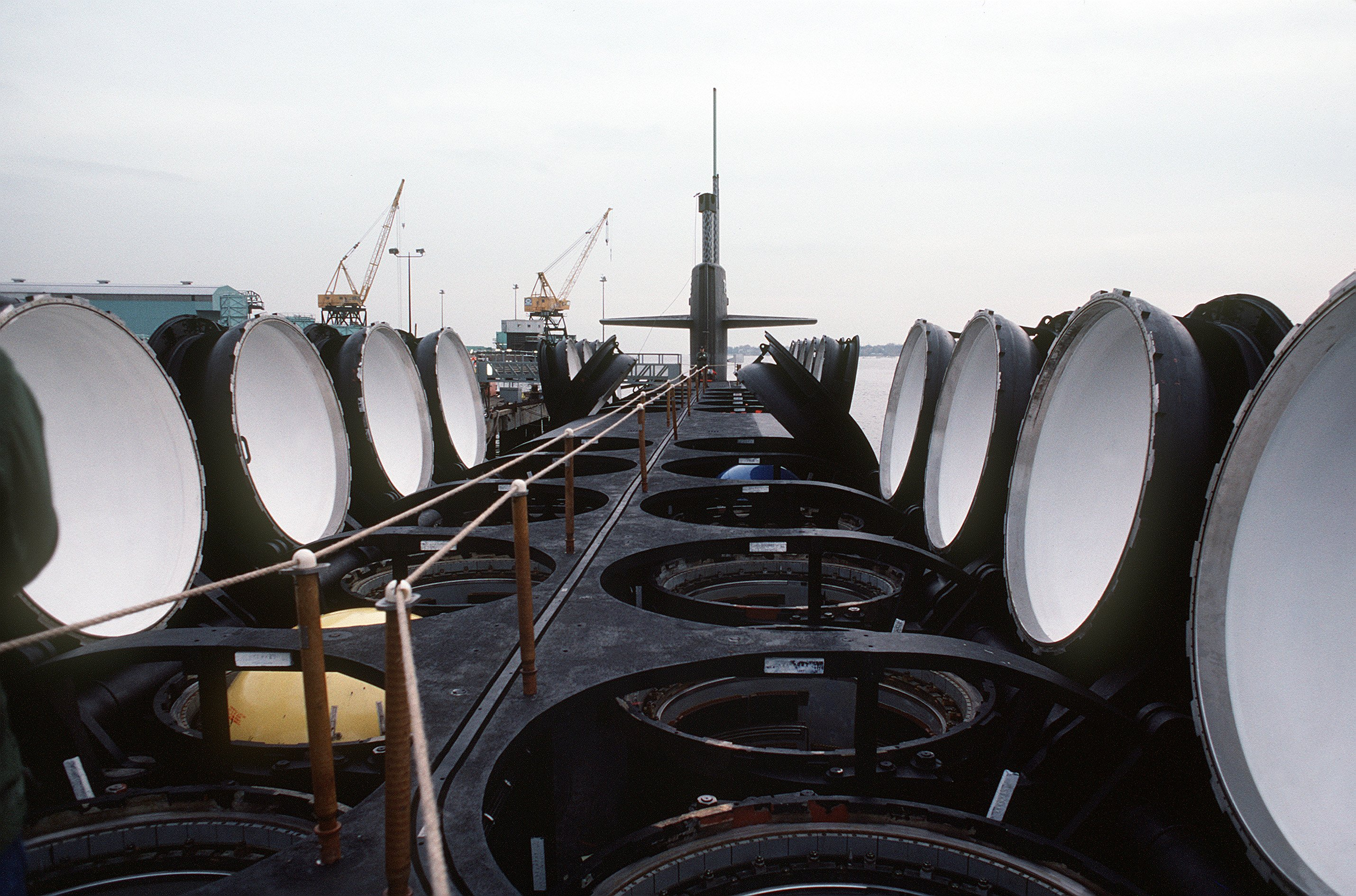
Le premier sous-marin de la classe Ohio avec ses puits de lancement ouverts en 1981.

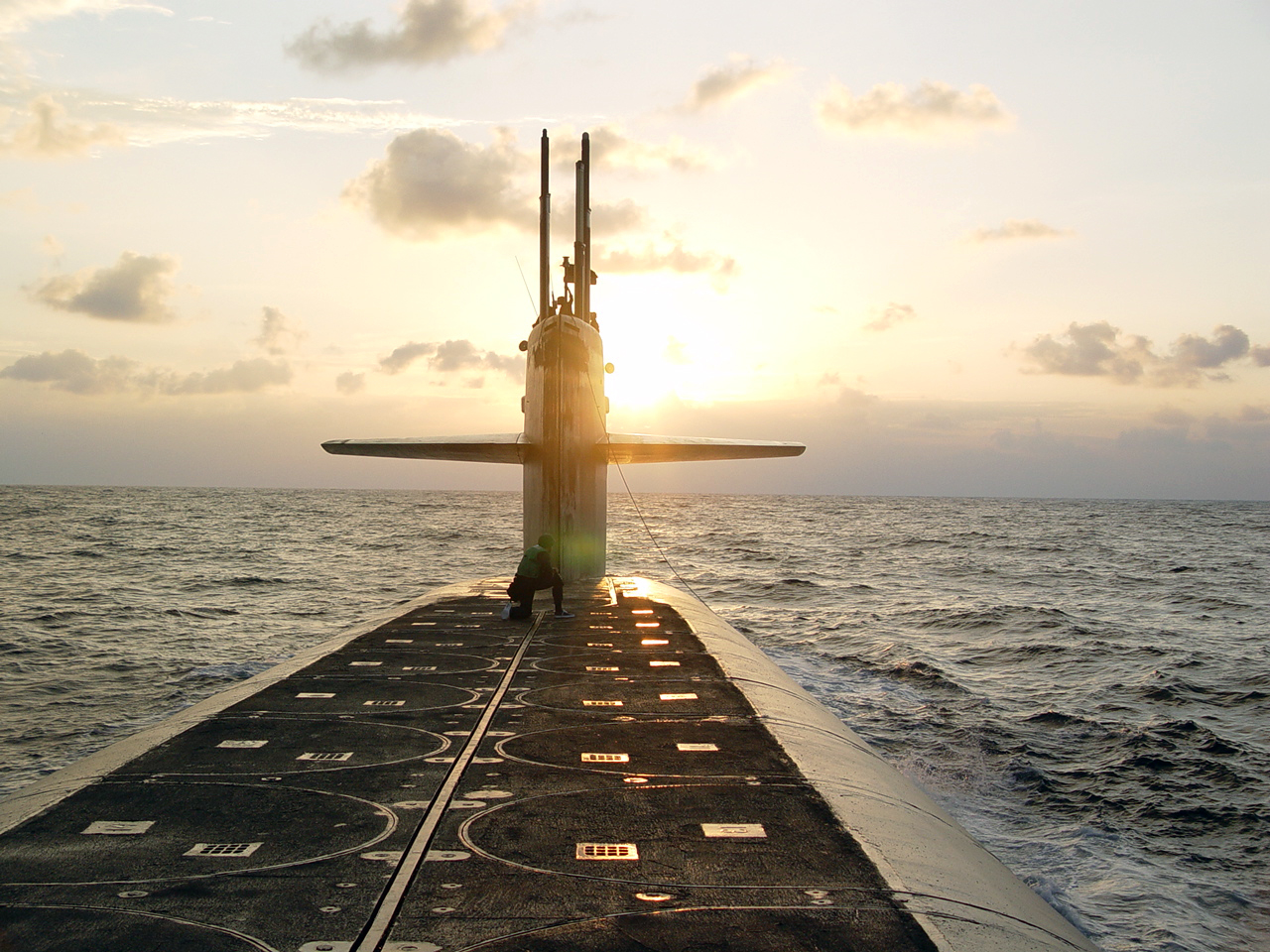
USS Wyoming (SSBN-742).

60 % de la capacité nucléaire sous-marine américaine sont, en 2009, déployés dans l'océan Pacifique (contre 15 % durant les années 1980) avec : 
- 6 SNLE stationnés sur la Base navale de Kings Bay, sur la côte Atlantique : 
  - USS Alaska (SSBN-732)
  - USS Tennessee (SSBN-734)
  - USS West Virginia (SSBN-736)
  - USS Maryland (SSBN-738)
  - USS Rhode Island (SSBN-740)
  - USS Wyoming (SSBN-742)

- 8 SNLE stationnés sur la Base navale de Kitsap, sur la côte Pacifique [9] :
  - USS Henry M. Jackson (SSBN-730)
  - USS Alabama (SSBN-731)
  - USS Nevada (SSBN-733)
  - USS Pennsylvania (SSBN-735)
  - USS Kentucky (SSBN-737)
  - USS Nebraska (SSBN-739)
  - USS Maine (SSBN-741)
  - USS Louisiana (SSBN-743)

## Accidents
- Le 19 mars 1998, le USS Kentucky (SSBN-737) naviguant en surface heurte le SNA USS San Juan (SSN-751) de classe Los Angeles, qui est en plongée, au large de Long Island. L'accident, qui ne fait aucune victime, est attribué à des erreurs humaines[10].

## Culture populaire
L'un des sous-marins de classe Ohio, USS Alabama apparaît dans le film du même nom dans lequel les ultranationalistes russes s'emparent d'une base d'ICBM et menacent de les lancer sur les États-Unis, qui répliquent en envoyant l'Alabama détruire le silo.
Dans la serie Last Resort, le sous-marin USS Colorado est aussi de classe Ohio.